# Karen Krantzcke
Karen Krantzcke (Brisbane, 1º febbraio 1947 – Tallahassee, 11 aprile 1977) è stata una tennista australiana.

## Carriera
Si fa notare già a livello giovanile dove, durante gli Australian Championships 1966, vince il singolare ragazze.
Tra le professioniste vince un titolo dello Slam nel doppio, durante gli Australian Championships 1968 in coppia con Kerry Reid, e raggiunge un'altra finale durante Wimbledon 1974 insieme a Helen Gourlay.
In singolare raggiunge tre volte le semifinali nei tornei dello Slam senza tuttavia riuscire a superarle, due nel 1970 (a Sydney sconfitta da Margaret Court e a Parigi da Helga Masthoff) e una terza agli Australian Open 1977 (gennaio) eliminata da Dianne Balestrat.
In Fed Cup gioca un totale di dodici match con la squadra australiana vincendone undici e contribuendo alla conquista del torneo nel 1970.
Nel 1977 dopo aver giocato la finale di doppio di un torneo in Florida decide di andare a fare jogging ma viene colpita da un attacco di cuore. Viene così a mancare all'età di trent'anni, in suo onore la WTA assegna ogni anno il Karen Krantzcke Sportsmanship Award mentre a Canberra le è stata intitolata una strada.

## Statistiche

### Singolare

#### Vittorie (1)
| No. | Anno | Torneo                               | Superficie | Avversaria in finale | Punteggio |
| 1.  | 1974 | New South Wales Open gennaio, Sydney | Cemento    | Evonne Goolagong     | 6-2, 6-3  |

### Doppio

#### Vittorie (11)
| No. | Anno | Torneo                                       | Superficie  | Compagna        | Avversarie in finale                    | Punteggio     |
| 1.  | 1968 | Australian Open, Melbourne                   | Erba        | Kerry Ann Reid  | Judy Tegart Dalton Lesley Turner Bowrey | 6-4, 3-6, 6-2 |
| 2.  | 1972 | Virginia Slims of Jacksonville, Jacksonville | Sintetico   | Judy Tegart     | Vicky Berner Billie Jean King           | 7-5, 6-1      |
| 3.  | 1972 | Eckerd Tennis Open, St. Petersburg           | Terra rossa | Wendy Overton   | Judy Tegart Françoise Dürr              | 7-5, 6-4      |
| 4.  | 1972 | Virginia Slims of Tucson, Tucson             | Cemento     | Kerry Harris    | Françoise Dürr Judy Tegart              | 6–3, 6–7, 6–3 |
| 5.  | 1972 | Virginia Slims of Indianapolis, Indianapolis | Sintetico   | Rosemary Casals | Judy Tegart Françoise Dürr              | 6–3, 6–2      |
| 6.  | 1972 | Bristol Open, Bristol                        | Erba        | Helen Gourlay   | Rosie Casals Billie Jean King           | 6-4, 6-2      |
| 7.  | 1973 | North of England Championships, Hoylake      | Cemento     | Virginia Wade   | Patti Hogan Sharon Walsh                | 5-7, 6-4, 6-1 |
| 8.  | 1973 | Virginia Slims of St. Louis, St. Louis       | Cemento     | Mona Guerrant   | Betty Stöve Pam Teeguarden              | 6-4, 7-6      |
| 9.  | 1974 | International Women's Open, Eastbourne       | Erba        | Helen Gourlay   | Chris Evert Ol'ga Morozova              | 6-2, 6-0      |
| 10. | 1975 | Torneo di Chichester, Chichester             | Erba        | Judy Tegart     | Patti Hogan Greer Stevens               | 4-6, 6-1, 6-4 |
| 11. | 1977 | WTA San Antonio, San Antonio                 | Cemento     | Kym Ruddell     | Judy Connor Jane Preyer                 | 6-3, 6-0      |